# 애플 개발자
애플 개발자(애플 디밸로퍼, Apple Developer, 이전 명칭: 애플 디밸로퍼 커넥션, Apple Developer Connection)는 소프트웨어 개발 도구, API, 기술 리소스를 위한 애플의 웹사이트이다. 소프트웨어 개발자들이 macOS, iOS, iPadOS, watchOS, tvOS 플랫폼을 대상으로 소프트웨어를 개발할 수 있도록 도움을 주는 리소스를 포함한다.
애플리케이션들은 엑스코드나 기타 서드파티 프로그램들을 사용하여 개발된다.

## 프로그램

### 맥
맥 개발자 프로그램은 애플의 macOS 운영 체제 개발자가 맥 앱 스토어를 통해 앱을 배포할 수 있는 방법이다. 비용은 연간 99달러이다. iOS와 달리 개발자는 애플리케이션을 배포하기 위해 프로그램에 등록할 필요가 없다. 맥 애플리케이션은 개발자의 웹사이트 및 맥 앱 스토어를 제외한 기타 배포 방법을 통해 자유롭게 배포할 수 있다. 맥 개발자 프로그램은 개발자에게 맥 응용 프로그램을 배포하는 데 도움이 되는 리소스도 제공한다.

## 소프트웨어 유출
시험판 프로그램을 통해 애플의 비밀 소프트웨어가 여러 차례 유출되었다. 특히 맥 OS X 10.4 타이거 유출은 애플이 해당 사이트에서 맥 OS X 10.4 시험판 빌드의 사전 복사본을 획득하여 비트토렌트에 유출한 것으로 알려진 세 명의 남성을 고소했다.

## 같이 보기
- 애플 ID